# Lioubov Gourevitch
Pour les articles homonymes, voir Gourevitch.
Lioubov Iakovlevna Gourevitch (en russe : Любо́вь Я́ковлевна Гуре́вич ; 1er novembre 1866, Saint-Pétersbourg – 17 octobre 1940, Moscou) était une éditrice, traductrice, écrivaine et critique russe. Elle est décrite comme « la femme journaliste littéraire la plus importante de Russie ».

## Biographie
Elle est la fille de Iakov Grigorovitch Gourevitch (1843-1906), directeur de l'École de formation professionnelle Gourevicth à Saint-Pétersbourg. Elle est la grand-tante de l'écrivain et critique Irakli Andronikov et de son cousin, le philosophe Ivan Iline.
Très impliquée dans la lutte pour l'égalité des sexes, elle milite dans l'Organisation panrusse pour l'égalité des femmes. Elle est également membre de l'Union de Libération lors des Assemblées des travailleurs d'usine de Saint-Pétersbourg.
Le 9 janvier 1905, elle assiste au Dimanche rouge dans sa ville natale et décide de publier un bulletin illégal décrivant ses impressions et ceux de nombreux témoins distribué en Russie avec une pétition et un texte de Gueorgui Gapone.
De 1894 à 1917, elle est l'éditrice et rédactrice en chef de la revue mensuelle Le Messager du Nord (Severny Vestnik), l'une des principales publications du symbolisme russe basée à Saint-Pétersbourg. Le journal agit comme un signe de ralliement pour les symbolistes Dmitry Merezhkovsky, Zinaida Gippius, Fiodor Sologoub, Nikolai Minsky, et Akim Volynskyï. En 1905, elle rejoint le Théâtre d'art de Moscou (MAT) en tant que conseillère littéraire.
Elle travaille à titre de conseillère et rédactrice pour le praticien et séminariste de théâtre russe Constantin Stanislavski pendant les trente années suivantes, et influence son écriture plus que n'importe qui d'autre. Gourevitch et Stanislavski écrivent l'un pour l'autre depuis la première tournée du MAT à Saint-Pétersbourg et deviennent des amis proches.

## Sources
- (en) Benedetti, Jean, Stanislavski : His Life and Art, Londres, Methuen, 1999 (ISBN 0-413-52520-1)
- (en) Carnicke, Sharon M., Stanislavsky in Focus, Londres, Harwood Academic Publishers, 1998 (ISBN 90-5755-070-9)
- (en) Magarshack, David, Stanislavsky : A Life, Londres & Boston, Faber, 1986 (ISBN 0-571-13791-1)
- (en) Pyman, Avril, A History of Russian Symbolism, Cambridge & New York, Cambridge UO, 1994 (ISBN 0-521-02430-7)
- (en) Rabinowitz, Stanley J., « No Room of Her Own: The Early Life and Career of Liubov' Gurevich. », The Russian Review 57,‎ avril 1998, p. 236-252
- (en) Slonim, Marc, From Chekhov to the Revolution : Russian Literature 1900-1917, New York, Oxford UP, 1962 (ISBN 978-0-19-680173-5)